# Palača Varaždinske županije u Varaždinu
Palača Varaždinske županije (Županijska palača) sagrađena je 1770. godine prema projektu graditelja Jakova Erbera. Stradala je u Velikom požaru 1776. godine. Tijekom vremena doživjela je brojne promjene. U obnovi od 2001. do 2004. godine rekonstruirano joj je barokno pročelje. U njoj je sjedište Varaždinske županije.

## Smještaj u gradu
Palača Varaždinske županije smještena je na Franjevačkom trgu br. 7, na njegovoj južnoj strani, s glavnim pročeljem orijentiranim na sjever. Palača je u uličnom nizu. S istočne je strane spojena s rokoko palačom Patačić, a sa zapadne strane s neobaroknom dvokatnicom izgrađenom nešto prije Prvoga svjetskog rata. Nasuprot sjevernom pročelju palače, na Franjevačkom trgu, barokna je franjevačka crkva sv. Ivana Krstitelja.

## Povijest gradnje
Tijekom druge polovine 18. stoljeća austrijski je dvor proveo reorganizaciju uprave kojom je svaka županija dobila zgradu za sastanke županijske skupštine i za smještaj novouvedenog činovništva. Pregovori oko dobivanja zemljišta za izgradnju županijske zgrade u Varaždinu dovršeni su 12. listopada 1768., te se ubrzo nakon toga započelo s gradnjom na zemljištu ukinutoga Varaždinskog generalata, u samom središtu grada.
Palaču je gradio varaždinski zidarski majstor Jakov Erber, s kojim je sklopljen ugovor za gradnju 12. kolovoza 1769. Dana 27. kolovoza iste godine sklopljen je ugovor s varaždinskim tesarskim majstorom Simonom Ignazom Wagnerom za izvedbu krovišta. Do kraja godine 1770. najvjerojatnije je izgrađeno samo sjeverno krilo, a nakon toga krenulo se s gradnjom ostalih. Skupštinske sjednice počele su se održavati u toj palači godine 1772., a iste je godine dograđena današnja županijska zgrada, te je sve vezano uz Županiju, preseljeno iz Starog grada u nju. Južno je krilo vjerojatno izgrađeno godine 1772., prije potpuna preseljenja Županije, zapadno krilo izgrađeno je istodobno ili odmah nakon dovršetka sjevernog, a istočno je krilo najmlađe. U prilog tome ide i činjenica da prema Karti čitavog teritorija grada Varaždina iz 1807. godine istočno krilo još nije sagrađeno. Tek na Mapi kraljevskog slobodnog grada Varaždina iz godine 1860. prikazana su sva četiri krila.